# GSC2327-1863
GSC2327-1863 — хімічно пекулярна зоря спектрального класу A, що має видиму зоряну величину в смузі V приблизно 9,1.